# Jelena Sucharewa
Jelena Sucharewa (russisch Елена Сухарева, englische Transkription Elena Sukhareva; * 3. Dezember 1976) ist eine russische Badmintonspielerin. 

## Karriere
Elena Sukhareva wurde 2003 russische Meisterin im Damendoppel. Außerhalb ihrer Heimat siegte sie bei den Polish International 1998, den Bulgarian International 2002, den Hungarian International 2002 und den Slovak International 2002. 1997, 2001 und 2003 nahm sie an den Badminton-Weltmeisterschaften teil. 